# Пойма

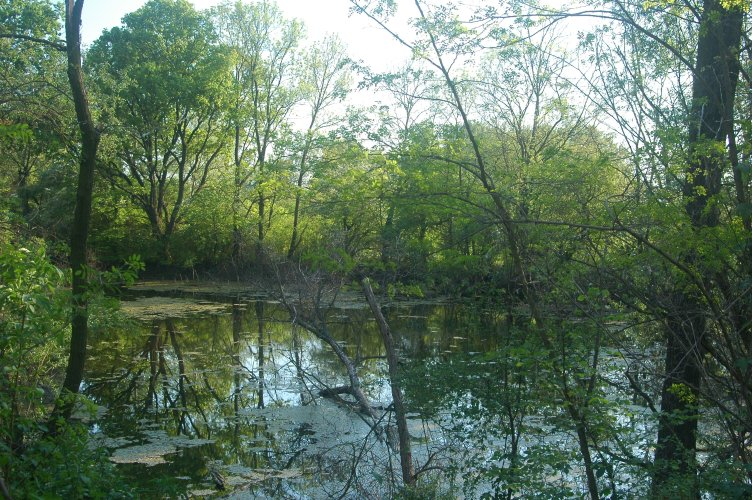
Заливное озерцо в пойме Моравы

По́йма — часть речной долины, находящаяся выше русла и затопляемая в половодье или во время паводков.
Ширина пойм равнинных рек может равняться ширине русла и доходить до нескольких десятков ширин русла, иногда достигая 40 км. Участки бывшей поймы, которые обычно находятся выше уровня современного поднятия вод в половодье или паводок, называются террасами. Иногда выделяют несколько уровней поймы, например, низкую и высокую. Различают прирусловую, центральную и притеррасную части поймы. Притеррасная часть поймы обычно слегка пониженная, поскольку основная часть наносов отлагается в прирусловой части. Последняя часто отделена от русла крутым склоном, на бровке которого иногда расположены прирусловые валы.
При разливе река выносит на пойму наносы, которые, отлагаясь, обычно постепенно повышают уровень её поверхности. Одновременно с аккумуляцией (отложением наносов) на поверхности поймы происходит непрерывный подмыв её берегов речным потоком на одних участках и наращивание пляжей — в других, вследствие чего контуры поймы непрерывно изменяются.
В зависимости от типа русловых процессов поверхность поймы бывает различная. Например, при меандрировании на поверхности бывают ложбины, чередующиеся с грядами, сложенными современным аллювием.
Почвы пойм, постоянно пополняемые приносимым рекой илом, очень плодородны. Значительную роль в формировании рельефа поймы играет растительность, закрепляющая поверхность поймы и способствующая накоплению наносов. При культурном освоении большая часть поймы занята заливными лугами, которые относятся к лучшим кормовым угодьям. В период затопления поймы представляют собой нерестилище, что имеет большое значение для рыбного хозяйства.